# Harold T. Johnson
Harold Terry Johnson (ur. 2 grudnia 1907 w Broderick, zm. 16 marca 1988 w Sacramento) – amerykański polityk, członek Partii Demokratycznej.

## Działalność polityczna
Od 1949 zasiadał w stanowym Senacie Kalifornii. W okresie od 3 stycznia 1959 do 3 stycznia 1975 przez osiem kadencji był przedstawicielem 2. okręgu, a od 3 stycznia 1975 do 3 stycznia 1981 przez trzy kadencje był przedstawicielem 1. okręgu wyborczego w stanie Kalifornia w Izbie Reprezentantów Stanów Zjednoczonych.